# Боннар, Жан-Луи
Жан-Луи́ (Иоа́нн Людо́вик) Бонна́р (фр. Jean-Louis Bonnard; 1 марта 1824, Saint-Christo-en-Jarez — 1 мая 1852, Вьетнам) — святой Римско-Католической Церкви, священник, миссионер, мученик.

## Биография
После получения университетского образования поступил в Духовную семинарию в Лионе. В 1846 году, в возрасте 22 лет, закончил теологическое образование в семинарии Парижского Общества Заграничных Миссий в Париже.
В мае 1850 года приехал с католической миссией в Северный Вьетнам, где занимался проповедованием христианства. 21 марта 1852 года был арестован и брошен в тюрьму. Был казнён 1 мая 1852 года. Его тело было брошено в реку, но местные христиане смогли его сохранить и передать в дальнейшем в семинарию Иностранных Миссий в Париже.

## Прославление
7 мая 1900 года причислен к лику блаженных папой Львом XIII. Жан-Луи Боннар причислен к лику святых в составе группы 117 вьетнамских мучеников римским папой Иоанном Павлом II 19 июня 1988 года.
В Сайгоне долгое время существовал бульвар Боннар — сейчас проспект Ле Лоя.